# Louis Anne Aubert de Villeserin
Louis Anne Aubert de Villeserin, né à Paris et mort le 7 février 1695, est un prélat français du XVIIe siècle.

## Biographie
Louis Anne Aubert de Villeserin est chevalier de l'ordre de Saint-Michel, lorsqu'il est nommé évêque de Senez en 1671.
Il obtient du roi Louis XIV la translation du siège épiscopal à Castellane ; mais le Saint Siège refuse les bulles nécessaires, et comme la plupart de ses prédécesseurs aussi bien que tous ses successeurs, les évêques de Senez doivent se contenter de faire à Castellane leur résidence ordinaire.

## Sources
- M.H. Fisquet, La France pontificale